# Karl Erjavec

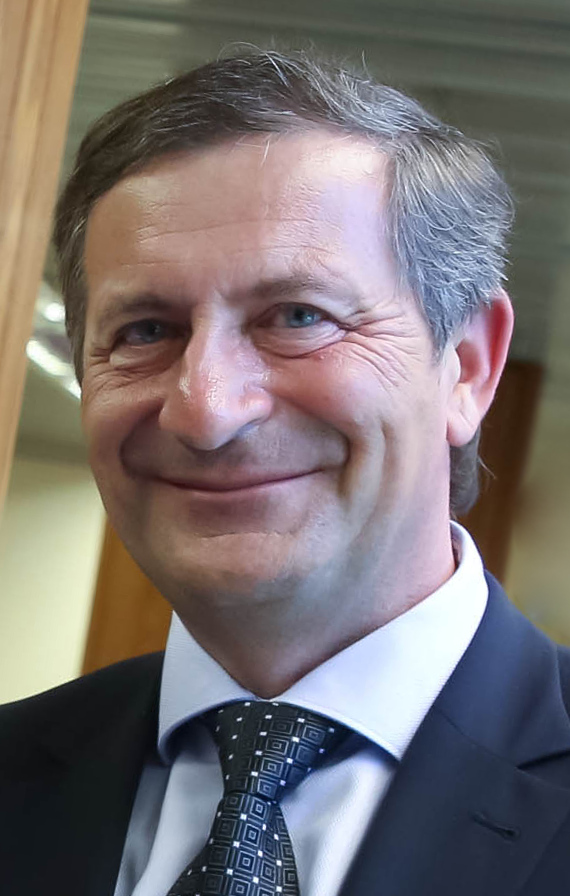

Karl Viktor Erjavec (Aiseau, 21 juni 1960) is een Sloveens jurist, politicus en minister van Defensie in het kabinet van Janez Janša.
Erjavec stapte in 1990 in de politiek, toen hij na de verkiezingsoverwinning van de partijencoalitie Demos lid werd van het college in de gemeente Kranj. Hij bleef enige tijd een laag profiel behouden totdat hij in 1995 kabinetschef werd van de Sloveense ombudsman en vroegere christendemocratische minister van binnenlandse zaken Ivo Bizjak. Nadat Bizjak afscheid had genomen als ombudsman, keerde hij in 2000 terug als minister van justitie en nam Erjavec mee als staatssecretaris. 
Bizjak, die inmiddels via de vroegere SKD in de Sloveense Volkspartij (SLS) was beland, vond in Erjavec een volgeling. Ook Erjavec bleek in 2003 lid te zijn van de SLS, waar hij kandideerde voor een post in het partijbestuur. Hiervoor vergaarde hij onvoldoende steun, maar kon later wel lid worden van de geschillencommissie van die partij. Voor de verkiezingen van het Europees Parlement werd Karel Erjavec bij interne kandidaatstelling voorgedragen door zijn partij, maar kon niet rekenen op voldoende steun bij de partijbasis voor een verkiesbare plaats. Nadat De SLS uit de coalitie van de liberaal-democraat Anton Rop stapte, trad Bizjak automatisch af als minister, echter bleef Erjavec als staatssecretaris op zijn post. 
Bij de verkiezingen in oktober 2004 trad Erjavec aan op de lijst van de DeSUS. DeSUS noemde hem als hun kandidaat-minister. Eind 2004 werd Erjavec minister van defensie in het kabinet Janša. Op het partijcongres van DeSUS op 20 mei 2005 werd Erjavec gekozen tot voorzitter en daarmee de opvolger van Anton Rous. 
Erjavec geldt als een politieke kameleon. Hij was tot mei 2005 niet alleen lid van de politieke partij DeSUS, maar ook van de SLS en LDS. De LDS heeft in 2005 zijn lidmaatschap beëindigd.
- Gemeinsame Normdatei: 1195561733
- Virtual International Authority File: 69154440095335341308
- WorldCat: E39PBJtcCbTjjKy3RqVVby3mh3